# قصاص شرقي (الرقة)
قصاص شرقي قرية سورية تتبع ناحية مركز تل ابيض في منطقة تل أبيض في محافظة الرقة. بلغ عدد سكانها 320 نسمة في عام 2004 حسب إحصاء المكتب المركزي للإحصاء.